# Bihorel
Bihorel – miejscowość i gmina we Francji, w regionie Normandia, w departamencie Sekwana Nadmorska.
Według danych na rok 1990 gminę zamieszkiwało 9358 osób, a gęstość zaludnienia wynosiła 3728 osób/km² (wśród 1421 gmin Górnej Normandii Bihorel plasuje się na 30. miejscu pod względem liczby ludności, natomiast pod względem powierzchni na miejscu 864.).